# Hans von Schlieben
Hans von Schlieben († 1. Mai 1600) war Landeshauptmann der Niederlausitz und Besitzer von Vetschau.
Er ist nicht identisch mit Hans von Schlieben auf Pulsnitz, seinem Onkel, der kaiserlicher Rat und Landeshauptmann der Oberlausitz war.

## Leben
Hans von Schlieben war der Sohn von Eustachius von Schlieben, brandenburgischer kurfürstlicher Rat und Amtshauptmann von Zossen. Er erbte vom Vater die Güter Seese und Vetschau mit weiteren dazugehörigen Dörfern. 1592 wurde er zum Landeshauptmann der Niederlausitz ernannt, am 6. Mai 1599 bat er um Entlassung aus dem Amt. Laut einem Schreiben der Vormünder seiner Söhne an Georg Friedrich I von Brandenburg, Administrator von Preußen, vom 9. November 1600, starb er am 1. Mai 1600. Am 5. Mai 1601 wurden seine Güter in einem Lehnbrief unter den Nachkommen aufgeteilt.

## Familie
Nachkommen:
- Eustach II. von Schlieben († 1641), Besitzer von Vetschau, verheiratet mit Hypolita von Stradow († 1632)[4], Eltern von Christian Dietrich von Schlieben
- Christoph von Schlieben
- Joachim von Schlieben
- Konrad (Kurt) von Schlieben
- Eitelhans von Schlieben († 1633), Besitzer von Seese, Stradow und halb Bischdorf[5]
- Elisabeth von Schlieben, verheiratet mit Joachim Bernhard von Rohr, Großeltern von Julius Albert von Rohr